# Katharina Grompe
Katharina Grompe (ur. 1 września 1993) – niemiecka lekkoatletka specjalizująca się w biegach sprinterskich. 
Podczas mistrzostw Europy juniorów w Tallinnie (2011) zajęła ósmą lokatę w biegu na 200 metrów oraz wraz z partnerkami z reprezentacji sięgnęła po złoty medal w sztafecie 4 x 100 metrów. Wicemistrzyni świata juniorek z 2012 oraz młodzieżowa mistrzyni Europy z 2013 w biegu rozstawnym 4 x 100 metrów. 
Rekordy życiowe: bieg na 60 metrów (hala) – 7,39 (18 stycznia 2014, Dortmund); bieg na 100 metrów – 11,43 (7 czerwca 2014, Gladbeck); bieg na 200 metrów – 23,53 (19 lipca 2013, Bottrop). 